# Список міст-побратимів у Північній Македонії

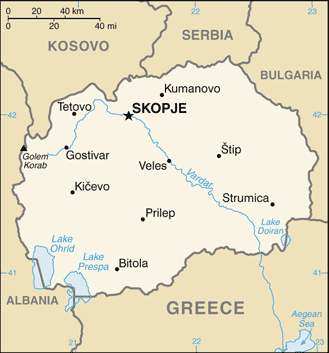
Мапа Північної Македонії

Це список муніципалітетів у Північній Македонії, які мають постійні зв'язки з місцевими громадами в інших країнах, відомі як «міста-побратими».

## Б

### Битола[1]
- Бейсайд, Австралія
- Бурса, Туреччина
- Епіналь, Франція
- Крань, Словенія
- Плевен, Болгарія
- Пожареваць, Сербія
- Рієка, Хорватія
- Старий Град (Белград), Сербія
- Треллеборг, Швеція
- Велико-Тирново, Болгарія
- Рокдейл, Австралія
- Воден, Греція
- Кожани, Греція
- Кременчук, Україна
- Кайзерслаутерн, Німеччина
- Герцег-Новий, Чорногорія
- Горица, Албанія
- Пушкін, Росія
- Нижній Новгород, Росія

## В

### Велес[2]
- Слобозія, Румунія
- Пула, Хорватія
- Сомбор, Сербія
- Ужице, Сербія
- Новогард, Польща[3]
- Чан, Туреччина
- Целє, Словенія
- Шербур-ан-Котантен, Франція
- Каршияка, Туреччина
- Принцеві острови, Туреччина
- Самобор, Хорватія
- Свиштов, Болгарія
- Термаікос, Греція
- Зениця, Боснія і Герцеговина[4]

## Г

### Гевгелія[5]
- Інджія, Сербія
- Ябланиця, Боснія і Герцеговина
- Нова Гориця, Словенія
- Пазин, Хорватія
- Севлієво, Болгарія

### Гостивар
- Акхісар, Туреччина[6]
- Кіліс, Туреччина[7]
- Смолян, Болгарія[8]
- Старий Град (Сараєво), Боснія і Герцеговина[9]

## Д

### Делчево[10]
- Симитлі, Болгарія
- Благоєвград, Болгарія
- Ягодина, Сербія
- Вишгород, Україна
- Борнова, Туреччина
- Жирардув, Польща
- Горажде, Боснія і Герцеговина
- Младост, Варна, Болгарія

### Демир Хисар[11]
- Прієдор, Боснія і Герцеговина

## К

### Кавадарці[12]
- Болевац, Сербія
- Добрич, Болгарія
- Горні Мілановац, Сербія
- Кемальпаша, Туреччина
- Ковін, Сербія
- Макарська, Хорватія
- Несеуд, Румунія
- Панагюриште, Болгарія
- Перник, Болгарія
- Плевен, Болгарія
- Рожає, Чорногорія
- Углєвик, Боснія і Герцеговина
- Ізмаїл, Україна

### Кичево[13]
- Враца, Болгарія

### Кочани[14]
- Казанлик, Болгарія
- Крань, Словенія
- Крижевці, Хорватія
- Переяслав, Україна
- Сігетсентміклош, Угорщина
- Єніфоча, Туреччина
- Новий Кнежевац, Сербія

### Кратово[15]
- Коломия, Україна

### Крива Паланка[16]
- Банско, Болгарія
- Дупниця, Болгарія
- Лугож, Румунія
- Млава, Польща
- Перечин, Україна
- Свидник, Словаччина
- Вршаць, Сербія
- Жупаня, Хорватія

### Куманово[17]
- Баня-Лука, Боснія і Герцеговина
- Бієліна, Боснія і Герцеговина
- Кимпіна, Румунія
- Чорлу, Туреччина
- Чукариця, Белград, Сербія
- Габрово, Болгарія
- Горні Мілановац, Сербія
- Лесковац, Сербія
- Никшич, Чорногорія
- Новий Сад, Сербія
- Панчево, Сербія
- Пловдив, Болгарія
- Вранє, Сербія
- Вараждин, Хорватія
- Прозор, Боснія і Герцеговина
- Обреновац, Сербія
- Косовська Митровиця, Косово
- Нікосія, Кіпр

## Н

### Неготино
- Чрномель, Словенія[18]
- Градишка, Боснія і Герцеговина[19]
- Надьката, Угорщина[20]

## О

### Охрид[21][22][23]
- Будва, Чорногорія
- Далянь; Китайська Народна Республіка
- Катвейк; Нідерланди
- Крагуєваць, Сербія
- Земун, Сербія
- Інджія, Сербія
- Пиран; Словенія
- Пловдив; Болгарія
- Велико-Тирново, Болгарія
- Подольськ; Росія
- Поградец; Албанія
- Тирана; Албанія
- Видовець, Хорватія
- Вінковці; Хорватія
- Віндзор; Канада
- Волонгонг, Австралія
- Ялта, Україна
- Поградец; Албанія
- Сафранболу, Туреччина
- Ялова, Туреччина
- Соннам, Південна Корея
- Патра, Греція
- Кан, Франція
- Гіватаїм, Ізраїль
- Мостар, Боснія і Герцеговина
- Старі-Град (Сараєво), Боснія і Герцеговина

## П

### Прилеп[24]
- Гарфілд, Нью-Джерсі, Сполучені Штати Америки
- Радом, Польща
- Чернігів, Україна
- Вінсент, Австралія
- Задар, Хорватія
- Деянг, Китайська Народна Республіка
- Тіре, Ізмір, Туреччина
- Верона, Італія
- Русе, Болгарія
- Асеновград, Болгарія
- Топольчани, Словаччина

### Пробиштип[25]
- Алексинац, Сербія

## Р

### Радовиш[26]
- Велика Плана, Сербія
- Сельчук, Туреччина
- Аліага, Туреччина
- Белище, Хорватія
- Чинарджик, Туреччина
- Контурсі-Терме, Італія
- Дряново, Болгарія
- Ергене, Туреччина
- Кам'янець-Подільський, Україна
- Ташкьопрю, Туреччина
- Тетевен, Болгарія
- Васлуй, Румунія
- Запрудня, Росія

### Росоман[27]
- Бергама, Туреччина

## С

### Скоп'є[28]
- Анкара, Туреччина
- Стамбул, Туреччина
- Маніса, Туреччина
- Белград, Сербія
- Ніш, Сербія
- Бредфорд, Велика Британія
- Крайова, Румунія
- Діжон, Франція
- Дрезден, Німеччина
- Іст Йорк, Онтаріо, Канада
- Суец, Єгипет
- Нюрнберг, Німеччина
- Лечче, Італія
- Любляна, Словенія
- Піттсбург, Пенсільванія, Сполучені Штати Америки
- Темпе, Аризона, Сполучені Штати Америки
- Подгориця, Чорногорія
- Рубе, Франція
- Сараєво, Боснія і Герцеговина
- Софія, Болгарія
- Перник, Болгарія
- Варем, Бельгія
- Вроцлав, Польща
- Сарагоса, Іспанія
- Загреб, Хорватія
- Пула, Хорватія
- Наньчан, Китайська Народна Республіка

### Скоп'є— Аеродром[29]
- Пазарджик, Болгарія

### Скоп'є— Центр
- Бейоглу, Туреччина[30]
- Старий Град (Белград), Сербія[31]

### Скоп'є— Горче Петров
- Кралєво, Сербія[32]
- Красна Поляна (Софія), Болгарія[33]
- Кушадаси, Туреччина[34]
- Поважська Бистриця, Словаччина[35]

### Скоп'є— Карпош[36]
- Новий Белград, Белград, Сербія
- Сремські Карловці, Сербія
- Старий Град (Сараєво), Боснія і Герцеговина
- Тиват, Чорногорія
- Травник, Боснія і Герцеговина
- Тріадица, Софія, Болгарія
- Врнячка-Баня, Сербія

### Струга[37]
- Фамагуста, Північний Кіпр
- Мангалія, Румунія
- Лабин, Хорватія
- Вотербері, Сполучені Штати Америки

### Струмиця[38]
- Рейк'явік, Ісландія
- Копер, Словенія
- Груєць, Польща
- Бієло-Полє, Чорногорія[39]
- Копчак, Молдова[40]
- Електросталь, Росія
- П'яченца, Італія

## Т

### Тетово[41]
- Стерлінг-Гайтс, Сполучені Штати Америки
- Кукес, Албанія
- Конья, Туреччина

## Ш

### Штип
- Баликесір, Туреччина[42]
- Дєндєш, Угорщина[43]
- Каварна, Болгарія[44]
- Спліт, Хорватія[45]